# AFC DWS in het seizoen 1971/72
Het seizoen 1971/1972 was het 18e en laatste jaar in het bestaan van de Amsterdamse betaaldvoetbalclub DWS. Aan het eind van het seizoen fuseerde de club met Blauw-Wit tot FC Amsterdam. De club kwam uit in de Nederlandse Eredivisie en eindigde daarin op de 14e plaats. Tevens deed de club mee aan het toernooi om de KNVB beker, hierin werd de club in de tweede ronde uitgeschakeld door Fortuna SC (0–1).

## Wedstrijdstatistieken

### Eredivisie
|       | FC Den Bosch '67 | Ajax  | Excelsior | Feyenoord | Go Ahead | FC Groningen | FC Den Haag-ADO | MVV   | NAC   | N.E.C. | PSV   | Sparta | Telstar | FC Twente '65 | FC Utrecht | Vitesse | Volendam |
| ----- | ---------------- | ----- | --------- | --------- | -------- | ------------ | --------------- | ----- | ----- | ------ | ----- | ------ | ------- | ------------- | ---------- | ------- | -------- |
| Thuis | 0 – 2            | 2 – 3 | 1 – 0     | 0 – 2     | 1 – 1    | 3 – 0        | 0 – 1           | 2 – 3 | 2 – 4 | 2 – 3  | 1 – 1 | 1 – 2  | 0 – 1   | 1 – 1         | 2 – 0      | 1 – 0   | 1 – 0    |
| Uit   | 2 – 0            | 0 – 0 | 0 – 2     | 4 – 0     | 0 – 1    | 4 – 0        | 2 – 0           | 2 – 0 | 1 – 0 | 3 – 1  | 1 – 0 | 3 – 1  | 1 – 1   | 0 – 0         | 1 – 0      | 3 – 2   | 3 – 0    |

### KNVB beker
| 1e ronde                                           | DWS                | 1 – 0 (0 – 0) | Vitesse |
| 7 januari 1972 Plaats: Amsterdam Olympisch Stadion | Niels Overweg 56'  |               |         |
| 2e ronde                                           | Fortuna SC         | 1 – 0 (0 – 0) | DWS     |
| 20 februari 1972 Plaats: Sittard De Baandert       | Huub Pfennings 69' |               |         |

## Statistieken DWS 1971/1972

### Eindstand DWS in de Nederlandse Eredivisie 1971 / 1972
| Stand | Gespeeld | Gewonnen | Gelijk | Verloren | Punten | Doelpunten voor | Doelpunten tegen |
| ----- | -------- | -------- | ------ | -------- | ------ | --------------- | ---------------- |
| 14e   | 34       | 7        | 6      | 21       | 20     | 28              | 54               |

### Topscorers
| #      | Naam                | Goal |
| ------ | ------------------- | ---- |
| 1.     | Piet Vrauwdeunt     | 6    |
| 2.     | Gerrie Deijkers     | 4    |
| 3.     | Chris Dekker        | 3    |
| 4.     | Rob Bianchi         | 2    |
| 4.     | Theo Husers         | 2    |
| 4.     | Wim Muller          | 2    |
| 4.     | Klaas Nuninga       | 2    |
| 4.     | Cees van Slooten    | 2    |
| 4.     | Jaap Visser         | 2    |
| 10.    | Frits Flinkevleugel | 1    |
| 10.    | Hilbert Mensink     | 1    |
| 10.    | Niels Overweg       | 1    |
| Totaal | Totaal              | 28   |

| #      | Naam          | Goal |
| ------ | ------------- | ---- |
| 1.     | Niels Overweg | 1    |
| Totaal | Totaal        | 1    |